# Оливера Скоко
Оливера Скоко (рођена 1974) је историчарка уметности, кустоскиња у Народном музеју Зрењанин, књижевница и ауторка романа Пераст-Амстердам, Корчулански ђир и Магареће уши.

## Биографија
Рођена је 1974. године у Зрењанину. Дипломирала је историју уметности на Филозофском факултету Универзитета у Београду са темом „Почетак модернизма у сликарству Великог Бечкерека”. Као приправник у Народном музеју Зрењанин је била коаутор пројекта „Прича о нашем завичају – Музеј у коферу”. Радила је у Спомен-збирци Павла Бељанског у Новом Саду као координатор маркетинга и особа задужена за односе са јавношћу. Након повратка у Народни музеј Зрењанин запослила се на место музејског педагога. Звање кустоса је стекла 2008. године темом „Легати у Ликовној збирци Народног музеја Зрењанин”, а звање вишег кустоса 2016. темом „Реконструкција сталне поставке Ликовне збирке Народног музеја Зрењанин 2013—2016”. Последњих година води Ликовну збирку Уметничког одељења. Члан је Међународног савета музеја и Етичког одбора НК ICOM. Била је члан управног одбора фонда Илија & Мангелос, Народног музеја Зрењанин и Спомен-збирке Павла Бељанског. Обављала је функцију помоћника директора Народног музеја Зрењанин 2014—2016. Бави се књижевним радом, у издању Матице српске је 2004. године објавила роман Пераст-Амстердам који се следеће године нашао у најужем избору за награду Женско перо. Други роман Корчулански ђир је објавила 2015. године са којим је ушла у најужи избор за награду „Златни сунцокрет” и шири избор за НИН-ову награду. Трећи роман Магареће уши је објављен 2019. године. Радила је као новинар-сарадник у регионалном недељнику „Зрењанин”, ванкуверским месечним новинама „Кишобран” и повремено објављује текстове у часописима који се баве културом и друштвеним питањима.

## Награде и признања
- Победник књижевног конкурса „Књижаре Со” на тему „Херцег Нови у СМС-реченици”, Херцег Нови 2006.
- Трећа награда у категорији прича „Књижевни конкурс часопис Улазница”, Градска народна библиотека „Жарко Зрењанин” 2006.
- Треће место за личност 2014. године у области културе по избору читалаца листа „Зрењанин”, Зрењанин 2015.
- Прво место за личност 2015. године у области културе по избору читалаца листа „Зрењанин”, Зрењанин 2016.
- Најужи избор за награду „Златни сунцокрет” за књигу године 2015.
- Признање „Културни образац” од Министарства културе и информисања Републике Србије 2018.
- Треће место за личност 2020. у области културе по избору читалаца листа „Зрењанин”, Зрењанин 2021.
- Награда „Михаило Валтровић” за пројекат „Мерак ми је...” за 2021. годину, Музејско друштво Србије, Лесковац 2022.